# Laviana
Laviana (Asturian: Llaviana) là một đô thị trong cộng đồng tự trị của Công quốc Asturias, Tây Ban Nha.